# Wanda Syahputra
Wanda Syahputra (sinh ngày 1 tháng 9 năm 1994) là một cầu thủ bóng đá người Indonesia hiện tại thi đấu cho PSMS Medan ở Indonesia ở vị trí hậu vệ.